# Телепорт (фільм)
«Телепорт» (також «Джампер», англ. Jumper) — американський науково-фантастичний бойовик 2008 року за мотивами фантастичного роману письменника Стівена Гулда (Стівена Чарльза Гулда, не плутати з ученим) з однойменною назвою. Режисер фільму — Даг Лайман, головні ролі виконували: Гайден Крістенсен, Джеймі Белл, Семюел Л. Джексон, Рейчел Білсон, Анна-Софія Робб і Даян Лейн. Сюжет оповідає про молодого хлопця, здатного до телепортації, якого переслідує таємне товариство запобігання просторовим переміщенням, щоб убити його.
Сценарій був переписаний до знімань, ролі головних героїв змінені у процесі виробництва. «Телепорт» знімався у 20 містах у 14 країнах світу у 2006-2007 рр. Фільм випущено 14 лютого 2008 р., саундтрек до нього — 19 лютого. Фільм займав перше місце в перший вікенд з $27,3 млн зборів, але отримав негативні критичні відгуки, в основному, через обмежений сюжет. Українськими телеканалами транслювався під транслітерованою назвою «Джампер».

## Сюжет
Підліток із небезпечного району Девід Райс завжди вважав себе звичайним хлопцем, поки одного разу не дізнався, що може миттєво переміщуватися з місця на місце. Нові здібності відкрили перед ним весь світ. Він може побувати в Нью-Йорку і Токіо, відвідати античні руїни в Римі, побачити «дах світу» з гори Еверест, 20 світанків і 20 заходів сонця. І все — в один день.
Тепер йому не потрібні гроші — він може узяти скільки хоче. Однак пізніше він розуміє, що став мішенню. На нього, як і на інших подібних йому, оголошено полювання. Впродовж тисячі років таємне товариство прагне знищити їх. Незабаром Девід дізнається справжню цінність його нових здібностей.

## Ролі

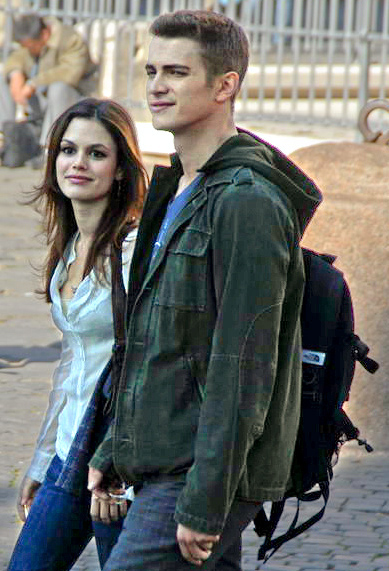
Рейчел Білсон і Гайден Крістенсен під час зйомок у Римі в листопаді 2006 р.

- Гайден Крістенсен — Девід Райс, парубок, який має здатність до телепортації
  - Макс Тіріот — 15-річний Девід
  - Раян Грентем — 5-річний Девід
- Рейчел Білсон — Міллі Гарріс, подруга дитинства Девіда
  - Анна-Софія Робб — 15-річна Міллі
- Семюел Л. Джексон — Роланд Кокс, лідер «Паладинів», організації, що полює на телепортів
- Джеймі Белл — Гріффін О'Коннор, ренегат-телепорт, який вистежує й убиває членів «Паладинів»
- Даян Лейн — Мері Райс, мати Девіда, яка покинула чоловіка й сина, коли Девіду було п'ять років
- Майкл Рукер — Вільям Райс, батько Девіда
- Крістен Стюарт — Софі, зведена сестра Девіда
- Тедді Данн — Марк Кобольд, шкільний хуліган
- Барбара Гаррік — Еллен